# カールスクルーナ
カールスクルーナ(Karlskrona [kaɭsˈkrûːna] ( 音声ファイル))は、ブレーキンゲ地方にあるスウェーデンの都市である。行政区分としてはブレーキンゲ県カールスクルーナ市に属し、同県の県庁所在地であると同時に、同市の中心地である。スウェーデン海軍の軍事基地と海港がある。カールスクルーナ市はブレーキンゲ県の最東部に位置し、東側と南側をバルト海に囲まれている。2018年12月31日現在、カールスクルーナ市の人口は66,675人で、県内最多。（スウェーデン統計局調べ。）

## 歴史
ブレーキンゲ地方は、1658年にスコーネ地方（スコーネ県とほぼ同地域）と共にスウェーデン領となった。1680年にスウェーデン王カール11世によって計画的に都市が建設され、3年後の1683年にブレーキンゲ県が施行されるとその県都となった。

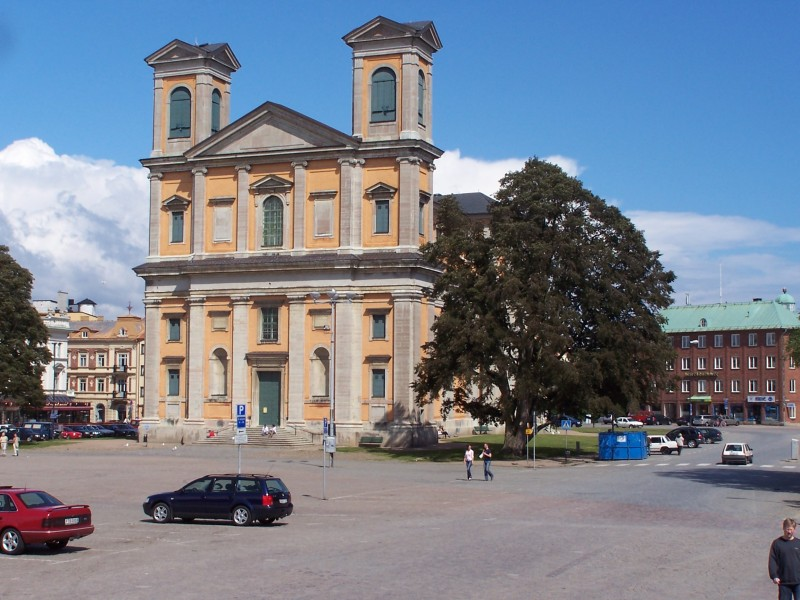
フレデリック教会

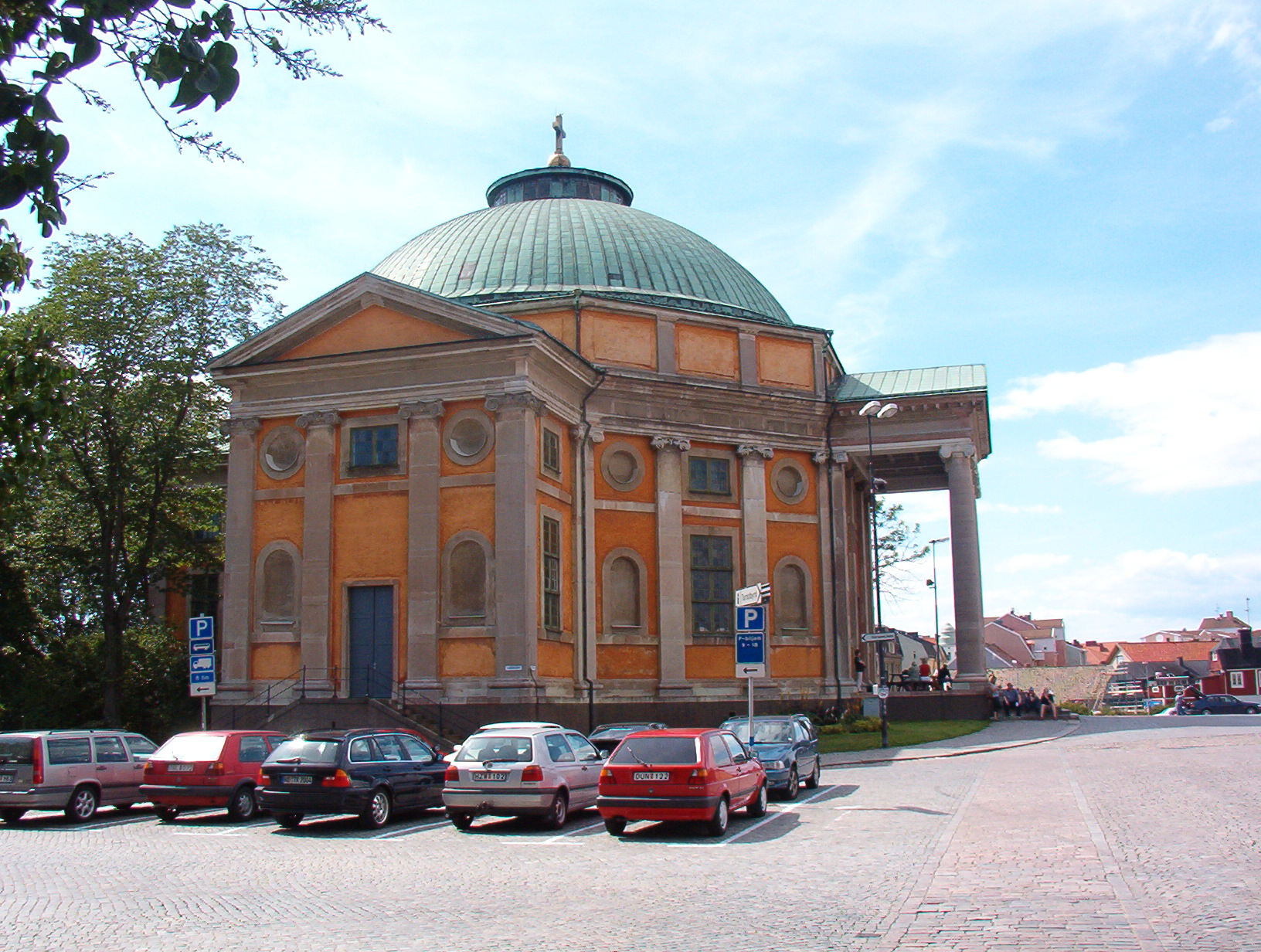
聖三位一体教会

カールスクルーナの建築物は、17世紀から18世紀初頭に建設され、現存している。フレデリック教会（Fredrikskyrkan）は、Nicodemus Tessin the Youngerによって設計された。彼は、ヨーロッパの建築の影響を受けた建築家である。教会の基礎は1720年に建設が始まり、1744年に落成式が挙行された。フレデリック教会の建築様式は従来のスウェーデンの建築とは大きく異なり、壁は黄色に塗られ装飾品で飾られている。また、聖三位一体教会はカールスクルーナにおける海軍のための教会である。赤で塗られたこの教会は1685年に建設された。
カールスクルーナの軍港は街の建設と同時に始まった。1679年、スウェーデン海軍はスコーネ戦争で大きな損害を受けていたからである。海軍の再建はカールスクルーナから始まり、1711年、カールスクルーナの造船所には1,100人が働き、スウェーデンで最大の産業集散地となっていた。1750年にはカールスクルーナの人口は1万人に到達していた。この人口は当時のスウェーデンでは最大級であった。カールスクルーナの軍港にある最古のドックは断崖を切り開いて開設されたものであるが、現在でも使用されている。
1981年、冷戦期に「ウィスキー・オン・ザ・ロック」の事件の舞台となった。

## 地理
カールスクルーナ港の全面は多数の群島があり、自然の要塞をなしている。スウェーデン本土にかかる橋は1本のみで、それぞれ群島とはフェリーで結ばれている。

## 世界遺産
カールスクルーナの軍港は1998年にユネスコの世界遺産に登録された。

### 登録基準
この世界遺産は世界遺産登録基準のうち、以下の条件を満たし、登録された（以下の基準は世界遺産センター公表の登録基準からの翻訳、引用である）。
- (2) ある期間を通じてまたはある文化圏において、建築、技術、記念碑的芸術、都市計画、景観デザインの発展に関し、人類の価値の重要な交流を示すもの。
- (4) 人類の歴史上重要な時代を例証する建築様式、建築物群、技術の集積または景観の優れた例。

## 姉妹都市
- クライペダ、リトアニア
- バルチースク、ロシア